# Klövsjön, Jämtland
Klövsjön är en sjö i Strömsunds kommun i Jämtland och ingår i Ångermanälvens huvudavrinningsområde. Sjön har en area på 1,04 kvadratkilometer och ligger 313 meter över havet. Sjön avvattnas av vattendraget Klövån till Ströms Vattudal.

## Delavrinningsområde
Klövsjön ingår i det delavrinningsområde (709321-148664) som SMHI kallar för Utloppet av Klövsjön. Medelhöjden är 365 meter över havet och ytan är 9,35 kvadratkilometer. Det finns ett avrinningsområde uppströms, och räknas det in blir den ackumulerade arean 24,61 kvadratkilometer. Klövån som avvattnar avrinningsområdet har biflödesordning 3, vilket innebär att vattnet flödar genom totalt 3 vattendrag innan det når havet efter 208 kilometer. Avrinningsområdet består mestadels av skog (84 procent). Avrinningsområdet har 1,04 kvadratkilometer vattenytor vilket ger det en sjöprocent på 11,1 procent.